# Saïd Tazrout
Said Tazerout est un journaliste algérien , correspondant du quotidien algérien Le Matin à Tizi Ouzou en Kabylie (Algérie). Il est mort assassiné le 3 septembre 1995 à Tizi Ouzou.
Said Tazerout est rédacteur en chef du journal régional Le Pays paraissant à Tizi-Ouzou. Fils de marabout, il dénonce longuement l'intégrisme islamiste en Algérie et le financement de ces derniers par certaines mosquées et zaouïas. Il enquête également sur la corruption de certains hommes politiques, ce qui lui vaudra d'être menacé de mort. Il meurt en septembre 1995, dans un attentat qui le visait. Une salle porte aujourd'hui son nom à Tizi-Ouzou.